# ISS (virksomhed)
 For alternative betydninger, se ISS. (Se også artikler, som begynder med ISS)
ISS (International Service System) blev grundlagt i København i 1901 og er i dag en af verdens førende udbydere af facility services. ISS tilbyder en række forskellige serviceydelser: rengøring, ejendomsservice, catering, supportservice, sikkerhed og facility management. I 2012 udgjorde ISS' omsætning næsten DKK 80 mia., og ISS har nu flere end 530.000 medarbejdere og egne aktiviteter i mere end 50 lande i Europa, Asien, Nordamerika, Latinamerika samt Stillehavsområdet, som servicerer tusindvis af kunder i både den offentlige og den private sektor. ISS har hovedkontor i København og den administrerende direktør er Kasper Fangel.

## Historie
1901 ISS blev grundlagt i København som et mindre vagtselskab kaldet Kjøbenhavn-Frederiksberg Nattevagt med 20 vægtere
1934 ISS gik ind på rengøringsmarkedet med etableringen af Det Danske Rengørings Selskab A/S som et selvstændigt datterselskab af vagtselskabet 
1946 Den første geografiske ekspansion uden for Danmark: Svensk datterselskab etableret
1968 Selskabet ændrede navn til ISS 
1973 Begyndelsen på den oversøiske ekspansion 
1975 Koncernens omsætning nåede 1 milliard danske kroner 
1977 ISS blev børsnoteret på Københavns Fondsbørs
1989 Det samlede antal medarbejdere i koncernen nåede 100.000 
1997 Strategien "aim2002" blev lanceret. Strategien fokuserede på multiservices – at sælge flere servicetyper til samme kunde 
1999 ISS opkøbte franske Abilis, Europas næststørste leverandør af rengøring og specialiserede tjenester, et opkøb til en værdi af 3,6 milliarder danske kroner – koncernens største nogensinde. Abilis havde omkring 50.000 ansatte og en årlig omsætning på 5,2 milliarder danske kroner i 1998. Det samlede antal medarbejdere i ISS-koncernen nåede 200.000 
2000 En ny femårig strategi "create2005" blev lanceret – Facility Services-konceptet blev introduceret
2003 ISS' første store pan-europæiske Integrated Facility Service-løsning blev underskrevet
2005 En ny strategi blev indført med henblik på en kontinuerlig transformation af ISS i retning af at blive en Integrated Facility Services-virksomhed. ISS blev opkøbt af fonde under EQT Partners og Goldman Sachs Capital Partners og afnoteret fra Københavns Fondsbørs. Det samlede antal medarbejdere i koncernen nåede 300.000 
2006 Koncernens omsætning passerede 50 milliarder danske kroner. ISS foretog det næststørste opkøb i selskabets historie ved erhvervelsen af de resterende 51% af aktierne i Tempo Services Ltd. i Australien 
2007 Koncernens omsætning passerede 60 milliarder danske kroner. ISS kom ind på det amerikanske marked ved købet af Sanitors Inc. Det samlede antal medarbejdere i koncernen nåede 400.000 
2008 Indførelse af ISS' strategiplan "The ISS Way", der er bygget på fire strategiske hjørnesten: kundefokus, ledelse af mennesker, IFS-strategi og en multi-lokal tilgang. ISS' største internationale IFS-kontrakt nogensinde blev underskrevet 
2010 Koncernens omsætning passerede 70 milliarder danske kroner. Det samlede antal medarbejdere i koncernen nåede 500.000 
2012 Ontario Teachers' Pension Plan (Teachers') og KIRKBI Invest A/S foretager en investering i ISS på EUR 500 millioner.
2017 ISS overtager den californiske catering-virksomhed Guckenheimer, der har en årlig omsætning på 2,3 mia. DKK. Købsprisen opgives til ca. 1,5 mia. DKK.
2018 ISS overtager forsvarets facility service
2019 ISS starter FM aftalen (Facility Management) med Bygningsstyrelsen (Bølge 1)
2021 efter mange klager og udfordringer bliver aftalen med ISS og forsvaret opsagt. En stor gruppe af forsvarets medarbejdere oprettede en Facebook gruppe der klagede over de mange problemer de mødte med ISS i deres dagligdag.